# 奧格拉達鄉
44°37′N 27°35′E / 44.617°N 27.583°E
奧格拉達鄉（羅馬尼亞語：Ograda, Ialomița），是羅馬尼亞的鄉份，位於該國南部，由雅洛米察縣負責管轄，面積63平方公里，海拔高度20米，2007年人口3,083，人口密度每平方公里49人。